# Emirates
Ne doit pas être confondu avec Emirates Air Line.
Fly Better (Voler Mieux)
Emirates (Code AITA : EK ; code OACI : UAE) (en arabe : الإمارات romanisation : Al Emerat) est une compagnie aérienne émiratie basée à Dubaï, actuellement la plus importante compagnie des Émirats arabes unis et du Moyen-Orient.
Fondée en 1985, elle est aujourd’hui l’une des compagnies aériennes au développement le plus rapide au monde, mais elle est aussi et surtout un élément clé dans la stratégie de développement touristique de l’émirat de Dubaï. La compagnie est internationalement reconnue pour la qualité de son service puisque plus de 400 distinctions lui ont été attribuées au cours de ces vingt dernières années. Selon l’IATA, Emirates figure parmi les 10 premières compagnies aériennes mondiales par le nombre de passagers internationaux en 2013, avec environ 43 millions de passagers contre 30 millions environ en 2011.
En 2023, Emirates a transporté plus de 51,9 millions de passagers.
L’appellation Fly Emirates n’est pas le deuxième nom de la compagnie, mais une accroche destinée aux partenariats d’évènements extra-aériens (commandites sportives : football, rugby, cricket, golf, courses hippiques et également d’autres événements tels le festival de shopping de Dubaï ou le West Australian Symphony Orchestra).

## Histoire

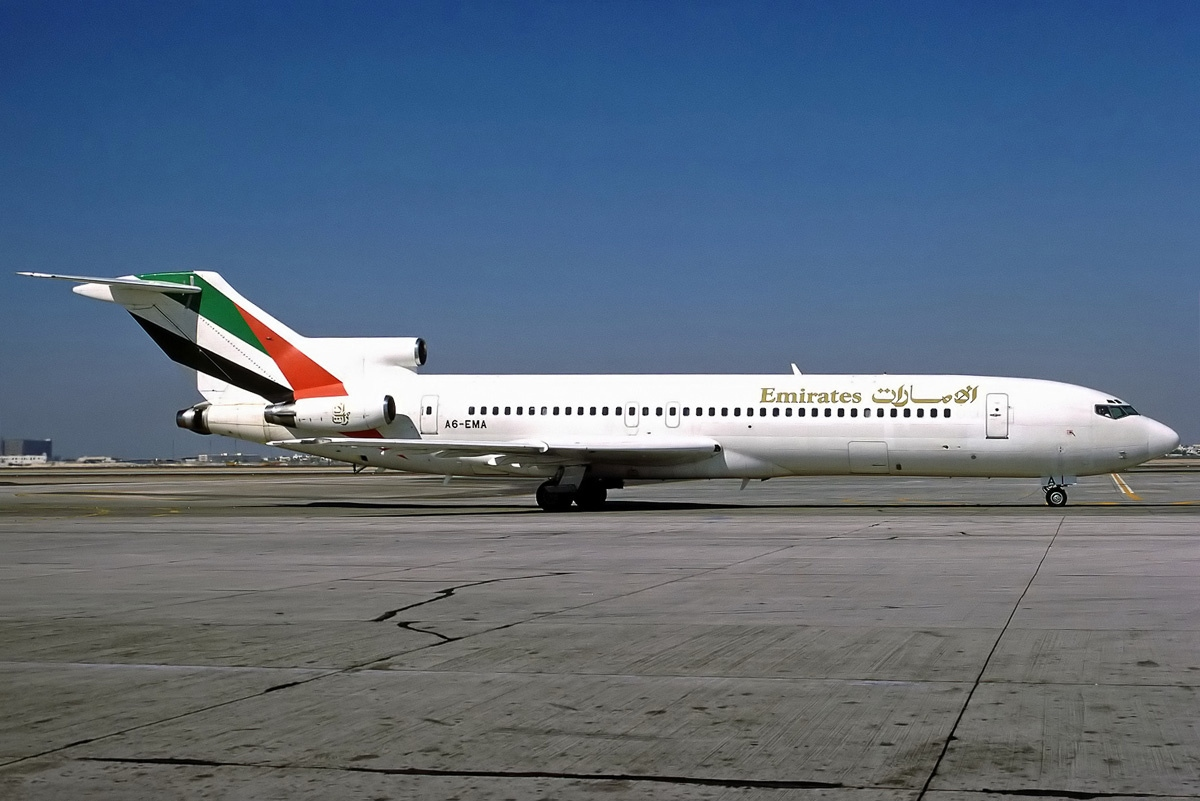
Un Boeing 727 à Dubaï en 1987

Fondée en mai 1985 par le gouvernement de l’émirat de Dubaï, elle a acheté plusieurs 727 et A300 à Boeing et Airbus. La compagnie s’est rapidement développée pour desservir plus de 100 destinations en 2006 sur les cinq continents. Elle appartient à Emirates Group. Son hub est l’aéroport international de Dubaï (IATA : DXB).

En 2003, le Britannique Tim Clark est nommé à la direction de la compagnie.

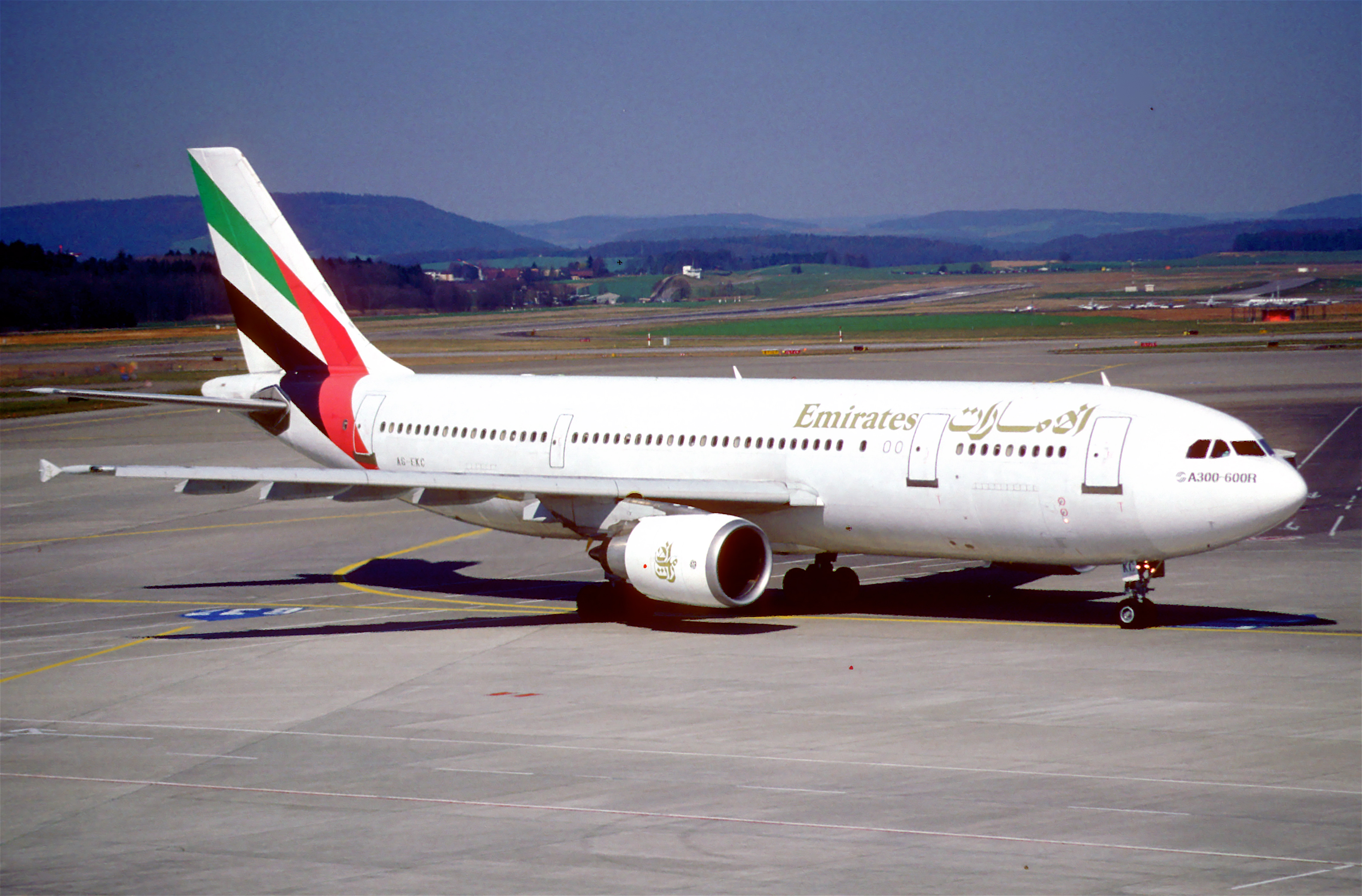
Un Airbus A300 Emirates

En 2011, le cap des 30 millions de voyageurs a été franchi. L’activité cargo est l’apanage d’Emirates SkyCargo. Le 1er août 2008, Emirates inaugure une nouvelle liaison directe de Dubaï à New York avec l’Airbus A380.
En novembre 2012, la compagnie aérienne annonce avoir doublé son bénéfice net au premier semestre en ayant enregistré un résultat net de 346 millions et une hausse du nombre de passagers de plus de 15 %.
La compagnie orientale annonce, en 2013, avoir pour objectif à l’horizon 2020 de transporter 70 millions de passagers avec 250 appareils et de faire de Dubaï le plus grand hub au monde. Elle deviendrait ainsi la première compagnie aérienne au monde en nombre de passagers internationaux transportés.
Emirates est aussi le meilleur client d’Airbus et la compagnie aérienne qui a le plus d’A380. Le 3 novembre 2017, la compagnie reçoit son centième Airbus A380.

La compagnie doit faire face à la concurrence grandissante d’autres compagnies telles que Qatar Airways ou Cathay Pacific qui essayent de prendre le pouvoir sur le ciel. Dès lors la direction annonce, en octobre 2017, qu’elle va s’allier avec Etihad Airways.

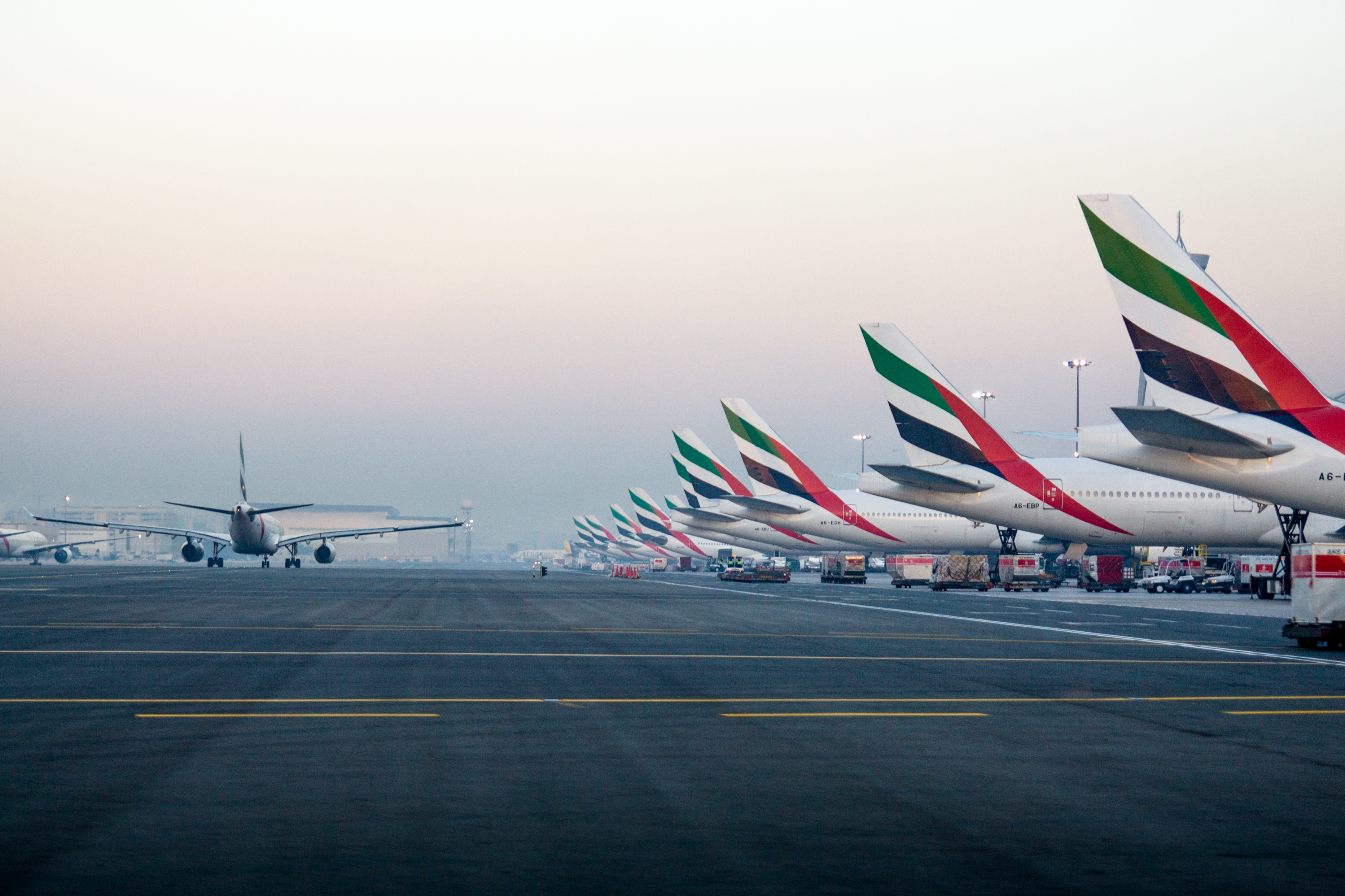
Le terminal de l’aéroport de Dubaï entièrement réservé à Emirates.

En décembre 2017, la direction d’Emirates prend la décision de, temporairement, ne plus accepter à bord de ses avions les femmes tunisiennes en évoquant des mesures de sécurité. Cette décision fait réagir la population tunisienne, les associations des droits de l’homme et les dirigeants politiques tunisiens. Ainsi le 24 décembre 2017, le ministère tunisien du Transport informe dans un communiqué avoir décidé de suspendre les vols de la compagnie aérienne Emirates vers Tunis.
En février 2018, la direction annonce avoir signé le 11 février, un contrat d’achat de 36 très gros porteurs A380 d’Airbus (plus gros avion commercial du monde) supplémentaires. Cette commande, essentielle pour le constructeur européen, atteint près de 16 milliards de dollars (13 milliards d’euros),.
En 2018, la compagnie Emirates est celle qui possède le plus grand nombre d’A380 (101 opérationnels et 41 commandes fermes).
En 2024, Antananarivo (TNR) devient une nouvelle destination d'Emirates.
Les vols sont opérés sur Boeing 777.
Des hôtesses de bord malagasy seront recrutées.

## Flotte

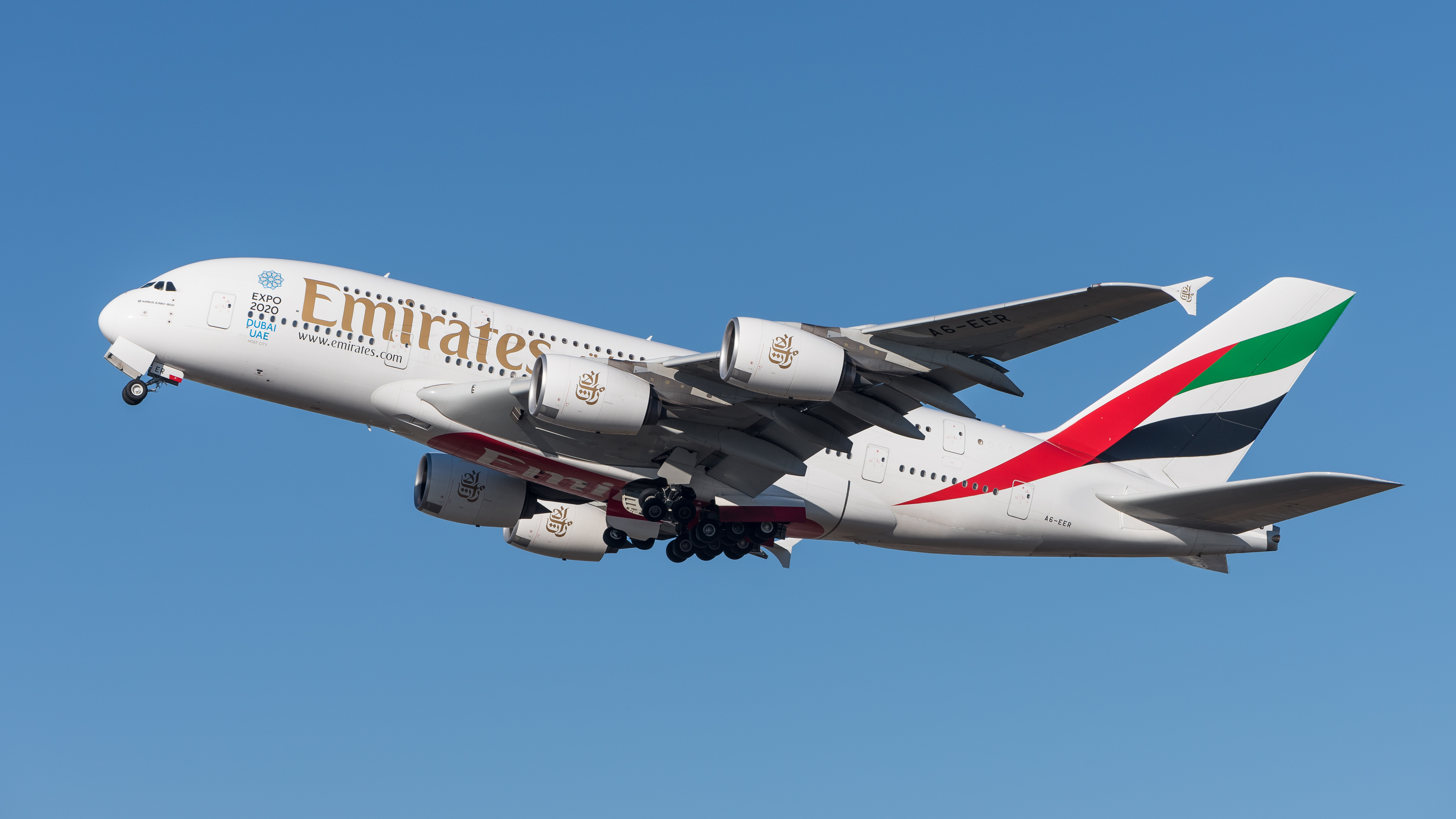
Airbus A380-800 d’Emirates.

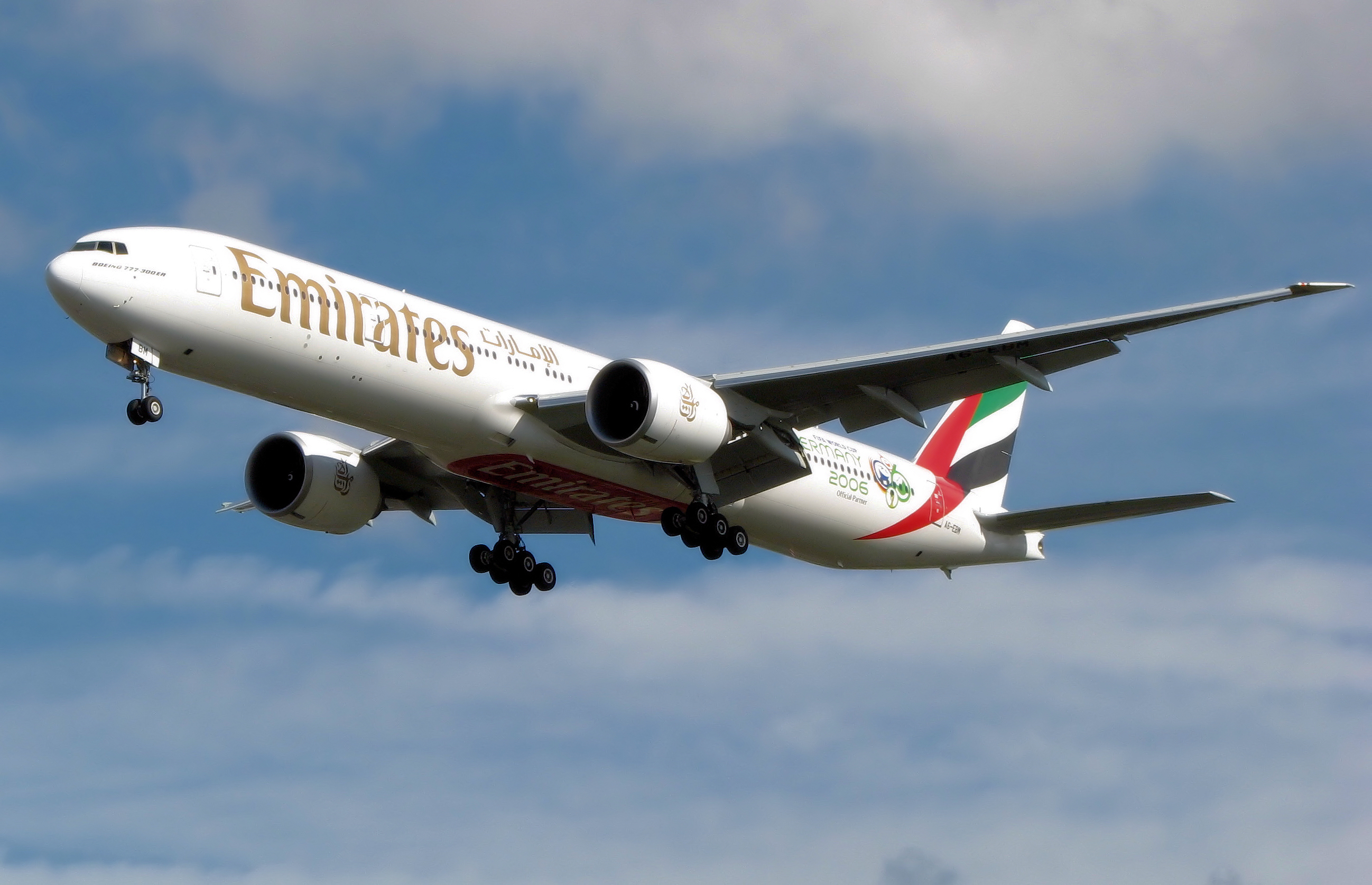
Boeing 777-300ER de la compagnie.

Voici les avions en service au sein de la flotte d’Emirates en Juin 2025 :
| Appareil         | En service | Commandes | Passagers    | Passagers    | Passagers    | Passagers       | Passagers    | Réseaux                            | Notes |
| Appareil         | En service | Commandes | Total        | First        | Business     | Premium Economy | Economy      | Réseaux                            | Notes |
| ---------------- | ---------- | --------- | ------------ | ------------ | ------------ | --------------- | ------------ | ---------------------------------- | --- |
| Airbus A350-900  | -          | 57        | 298          | 0            | 32           | 28              | 238          | Ultra Long et Long courrier        | Livraisons de 2024 à 2028 Le vol d'inauguration a eu lieu le 3 janvier 2025 |
| Airbus A350-900  | 8          | 57        | 312          | 0            | 32           | 21              | 259          | Ultra Long et Long courrier        | Livraisons de 2024 à 2028 Le vol d'inauguration a eu lieu le 3 janvier 2025 |
| Airbus A380-800  | 116        | —         | 487          | 14           | 76           |                 | 397          | Moyen, Long et Ultra-Long courrier | Plus grand opérateur de l’A380. La compagnie aérienne Emirates Airlines a donné le coup d’envoi du programme de modernisation de l’ensemble des cabines intérieures de 110 Airbus A380 |
| Airbus A380-800  | 116        | —         | 517          | 14           | 76           |                 | 427          | Moyen, Long et Ultra-Long courrier | Plus grand opérateur de l’A380. La compagnie aérienne Emirates Airlines a donné le coup d’envoi du programme de modernisation de l’ensemble des cabines intérieures de 110 Airbus A380 |
| Airbus A380-800  | 116        | —         | 615          | 0            | 58           |                 | 557          | Moyen, Long et Ultra-Long courrier | Plus grand opérateur de l’A380. La compagnie aérienne Emirates Airlines a donné le coup d’envoi du programme de modernisation de l’ensemble des cabines intérieures de 110 Airbus A380 |
| Boeing 777-300ER | 122        | —         | 354          | 8            | 42           |                 | 304          | Moyen et Long courrier             | Plus grand opérateur du 777. La compagnie aérienne Emirates Airlines a donné le coup d’envoi du programme de modernisation de l’ensemble des cabines intérieures de 81 Boeing 777      |
| Boeing 777-300ER | 122        | —         | 360          | 8            | 42           |                 | 310          | Moyen et Long courrier             | Plus grand opérateur du 777. La compagnie aérienne Emirates Airlines a donné le coup d’envoi du programme de modernisation de l’ensemble des cabines intérieures de 81 Boeing 777      |
| Boeing 777-300ER | 122        | —         | 428          | 0            | 42           |                 | 386          | Moyen et Long courrier             | Plus grand opérateur du 777. La compagnie aérienne Emirates Airlines a donné le coup d’envoi du programme de modernisation de l’ensemble des cabines intérieures de 81 Boeing 777      |
| Boeing 777-8X    | —          | 35        | À déterminer | À déterminer | À déterminer | À déterminer    | À déterminer | Long et Ultra Long courrier        | Livraisons à partir de 2030 |
| Boeing 777-9X    | —          | 170       | À déterminer | À déterminer | À déterminer | À déterminer    | À déterminer | Long et Ultra Long courrier        | Livraisons à partir de 2025 |
| Boeing 787-8     | —          | 20        | À déterminer | À déterminer | À déterminer | À déterminer    | À déterminer | Moyen et Long courrier             | Livraisons à partir de 2025 |
| Boeing 787-10    | —          | 15        | À déterminer | À déterminer | À déterminer | À déterminer    | À déterminer | Moyen et Long courrier             | Livraisons à partir de 2025 |

Depuis le 2 août 2015, Emirates n’opère plus le Boeing 777-200. Le 13 novembre 2016, Emirates retire les derniers Airbus A330 et A340 de sa flotte, devenant ainsi la seule compagnie à n’utiliser que des Boeing 777 et des Airbus A380, c’est-à-dire les deux plus gros avions de transport de passagers disponibles sur le marché. L’âge moyen de la flotte d’Emirates est de 6,1 ans, ce qui est relativement jeune, depuis 2024 Emirates exploite désormais des Airbus A350-900. 

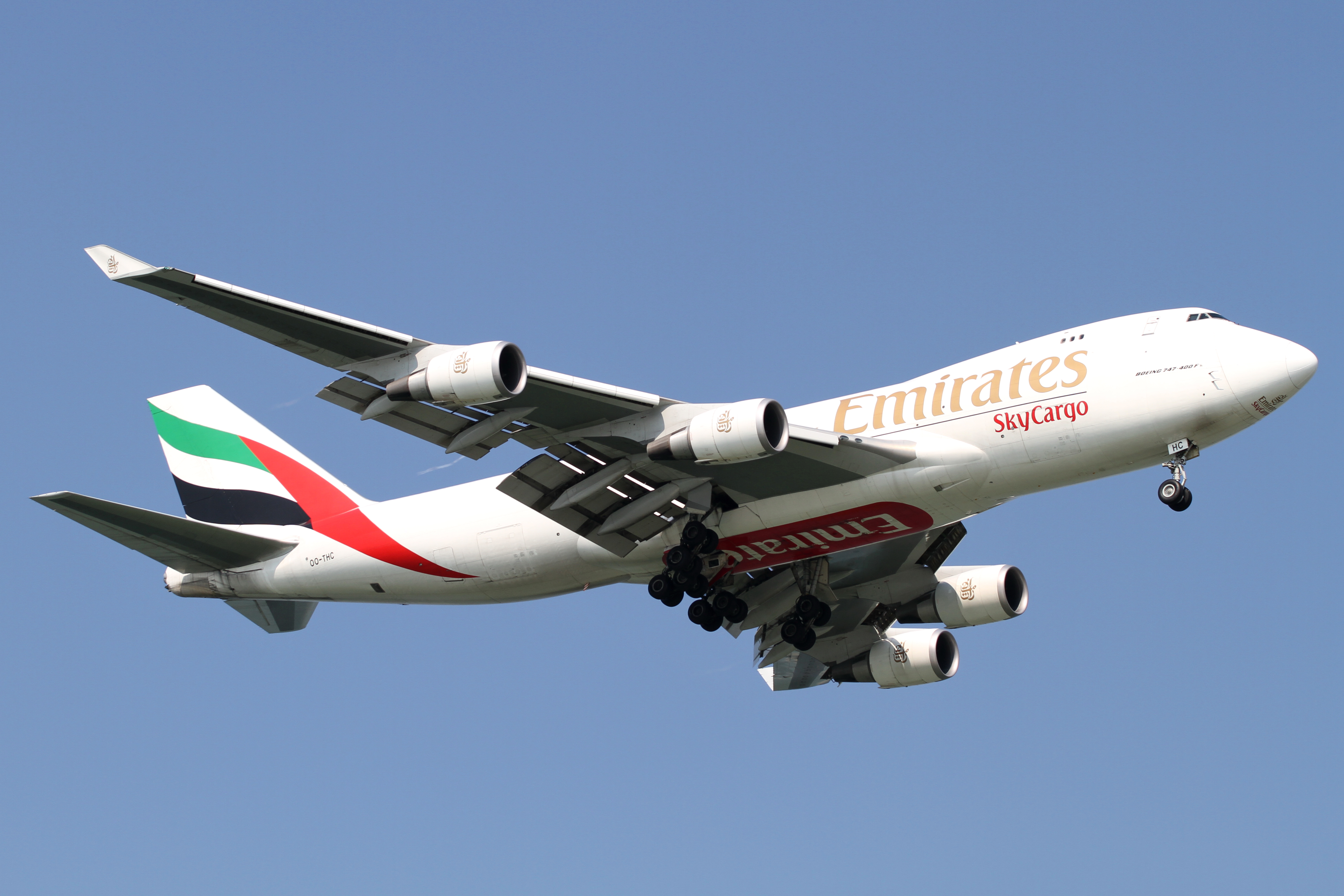
Boeing 747-400ERF faisant partie de l’ancienne flotte d’Emirates SkyCargo

### Executive
La flotte Executive d’Emirates comprend un Airbus ACJ319
| Avion             | En service | Commandes | Passagers                                               |
| ----------------- | ---------- | --------- | ------------------------------------------------------- |
| Airbus A319-100CJ | 1          | —         | 19 (10 suites/5 sièges-lits plats/4 sièges inclinables) |

### En commande
En date du 31 mars 2024 :

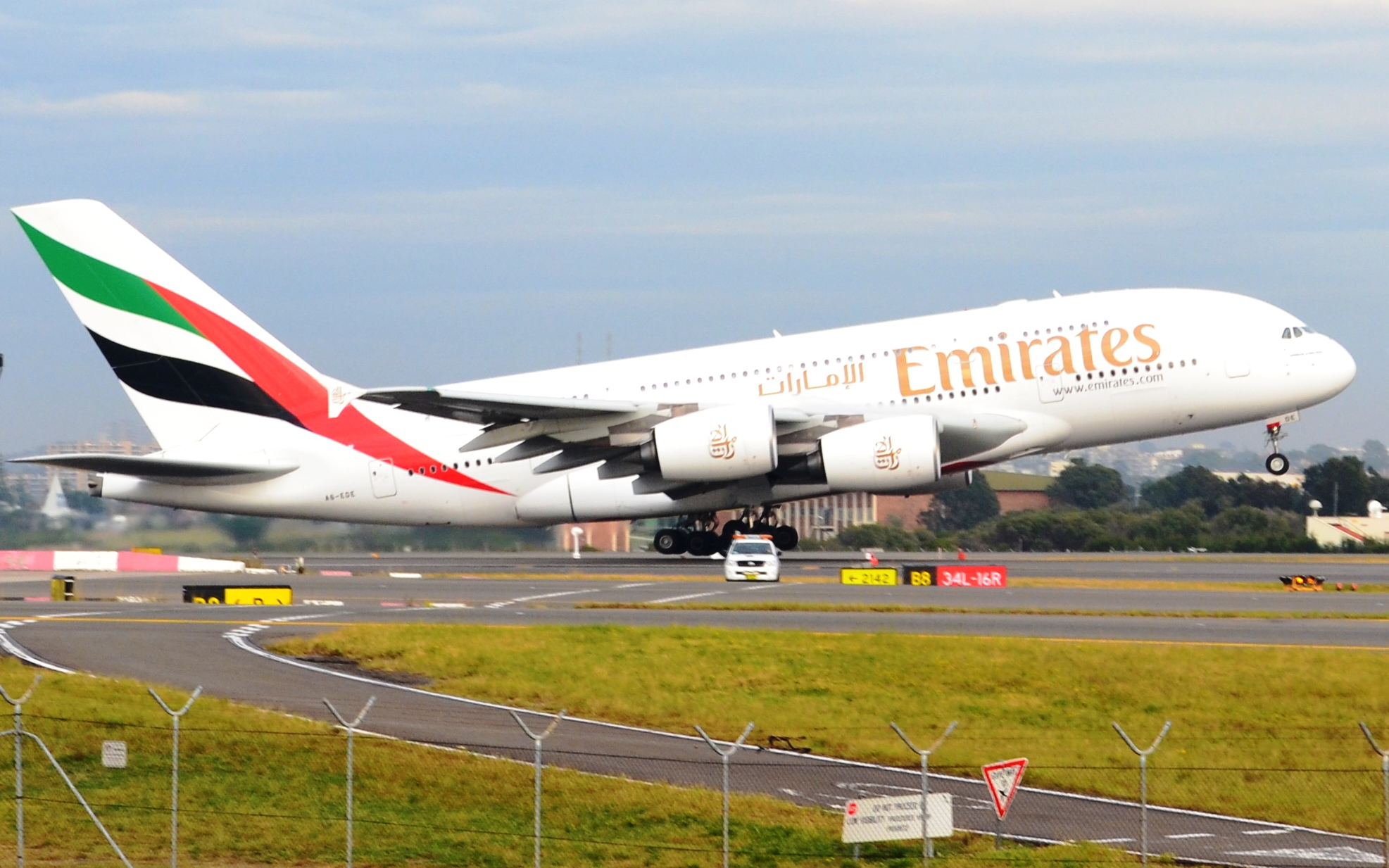
Emirates est devenue une compagnie mondialement reconnue, grâce à sa commande de 115 Airbus A380, et le service à bord

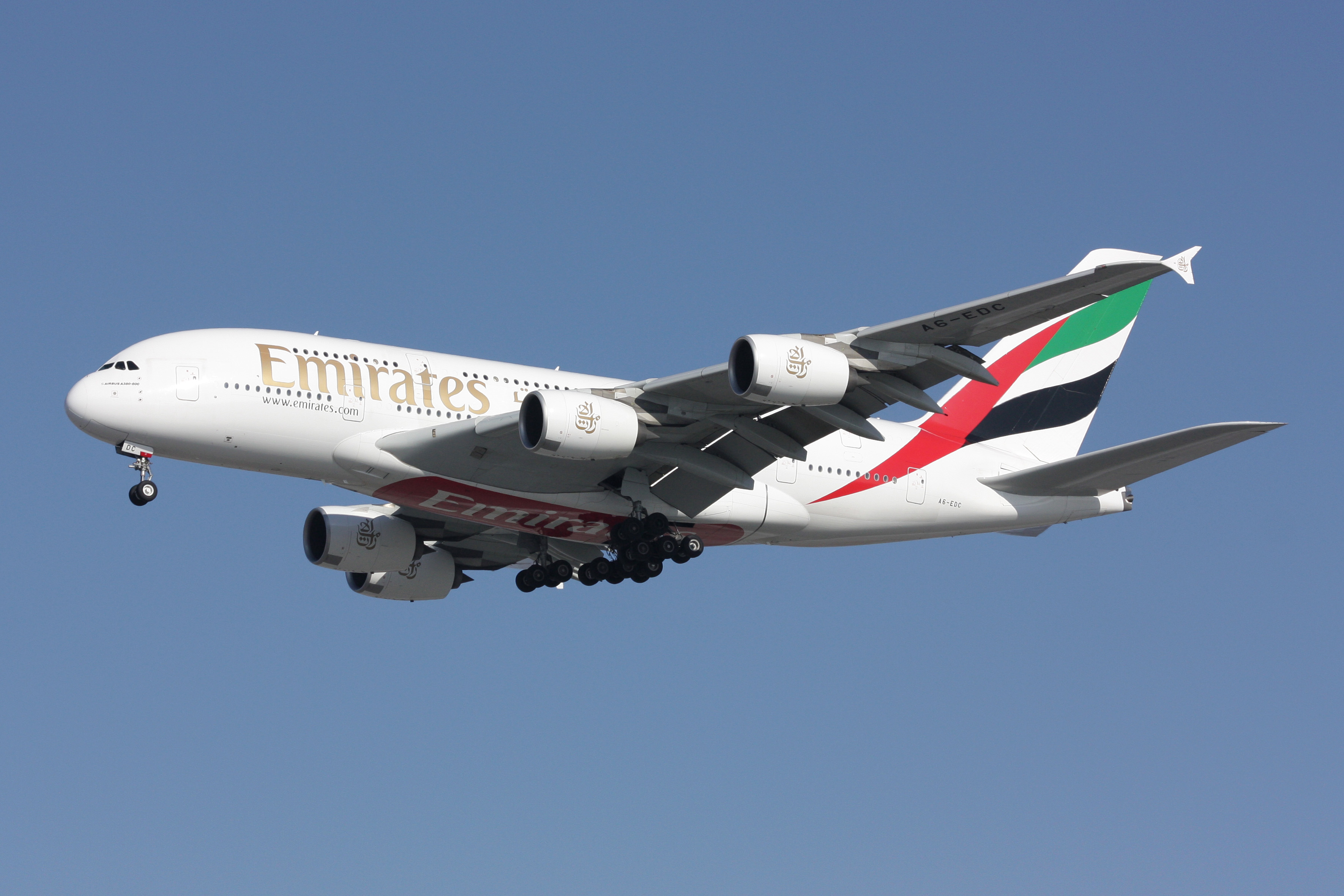
A380 A6-EDC en finale pour la piste 27R à CDG.

- Airbus A350-900 : 65 livrables à partir de 2024
- Boeing 777X : 150 livrables en 2020 dont 35 en version -8X et 115 en version -9X (avec 50 en option d’achat)

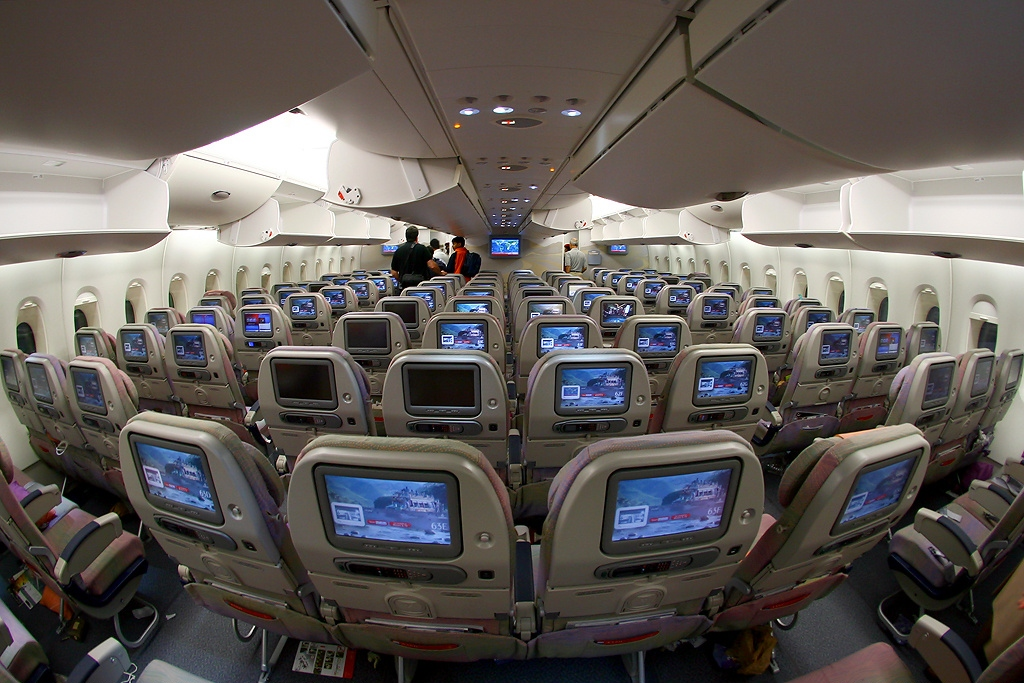
Classe économique chez Emirates.

Lors du salon aéronautique de Dubaï de 2005, Emirates a commandé 42 Boeing 777 (24 777-300ER, 8 777-200LR, 10 777 Cargo). De plus, la compagnie a converti l’option pour deux A380 Cargo en version passager. Emirates a commandé 10 Boeing 747-8F lors du salon de Farnborough 2006.
Le 11 novembre 2006, Emirates a confirmé l’annulation de 18 A340-500HGW, suivant les déclarations de Tim Clark, son président, qui considère l’appareil comme obsolète et trop gourmand en kérosène du fait de ses quatre réacteurs.
Enfin, la compagnie envisage de commander 100 Airbus A350 XWB ou des Boeing 787 et s’est dite intéressée par le Boeing 747-8I.
Lors du Dubaï Air Show de 2007, la compagnie de Dubaï a annoncé la commande de 50 A350-900 XWB ainsi que 20 A350-1000 XWB et 11 nouveaux A380.
Le 8 juin 2010, lors du salon ILA de Berlin, Emirates annonce la super-commande pour 32 A380-800 supplémentaires d’une valeur d’environ 11,5 milliards de dollars au prix catalogue. Airbus affirme que c’est la plus importante commande de l’histoire de l’aéronautique en valeur.
Lors du Dubaï Air Show en novembre 2011, Emirates a commandé 50 Boeing 777-300ER et a posé une option sur 20 777-300ER supplémentaires. La valeur de cette commande est estimée à 18 milliards de dollars.

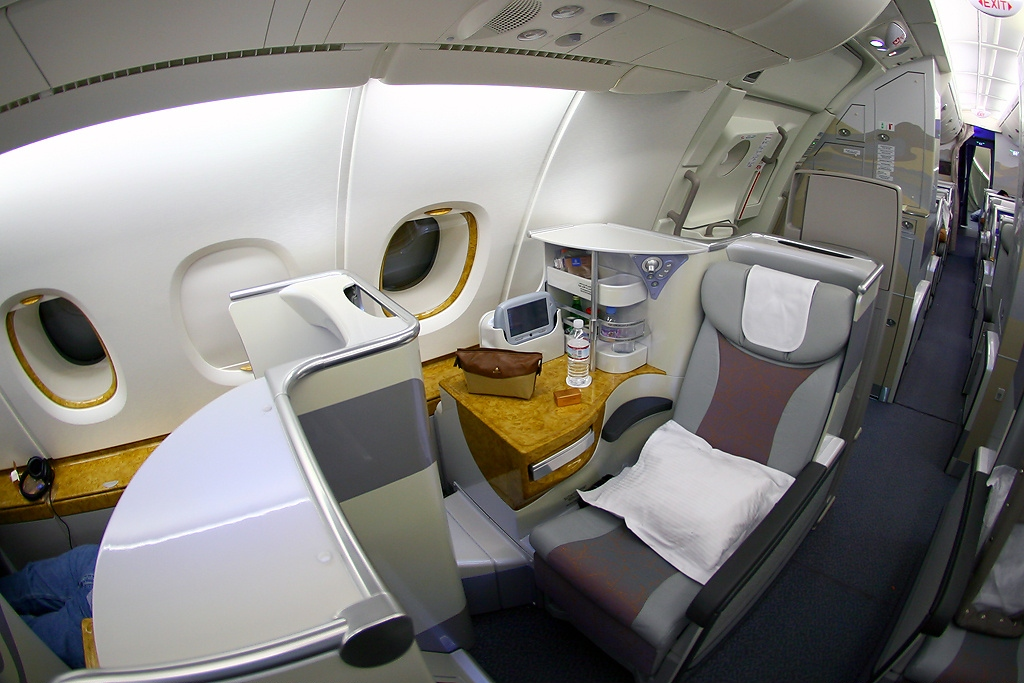
La classe affaires chez Emirates.

Le 17 novembre 2013, lors du Dubaï Air Show de 2013, Emirates a commandé 150 Boeing 777X, répartis entre 35 B777-8X et 115 B777-9X ainsi que 50 Airbus A380-800 pour une valeur de 23 milliards de dollars . Le 9 juillet 2014, Boeing annonce qu’Emirates a finalisé sa commande de 150 777X. Cette commande a une valeur estimée à 56 milliards de dollars. Emirates détient également des droits d’achat pour 50 appareils supplémentaires qui porteront la valeur totale de l’accord à 75 milliards de dollars s’ils sont convertis.

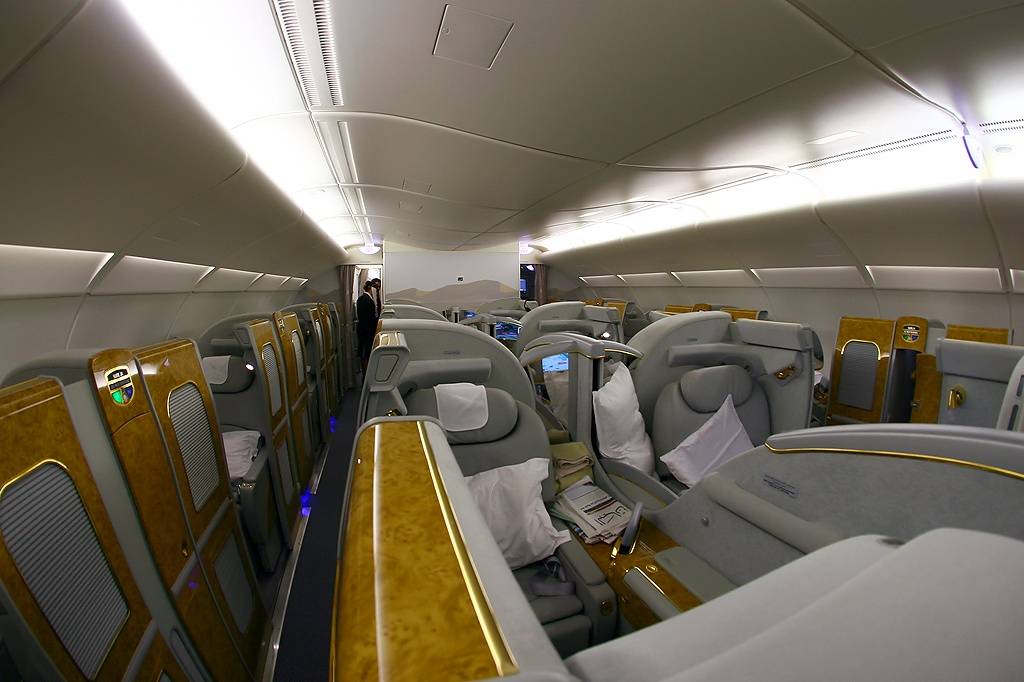
La Première Classe chez Emirates.

Le 18 janvier 2018, Emirates annonce une commande de 36 A380 (20 fermes + 16 options) pour un montant de 16 milliards d’euros au prix catalogue. Cette commande devait permettre à Airbus de maintenir le programme  pour les 10 prochaines années.
En 2019, Emirates commande un total de 150 Boeing 777-8X et -9X et convertit sa commande de 36 A380 en A350-900.
Lors du salon aéronautique de Dubaï de 2023, Emirates commande 90 777X supplémentaires (55 777-9 et 35 777-8), d’une valeur de près de 52 milliards de dollars aux prix catalogue. Cela porte son engagement total à 205 pour le type. Cette commande s’accompagne également d’une refonte de son carnet de commandes de 787. La compagnie aérienne a commandé 20 787-8 et 15 787-10 en échange de 30 787-9. Plus tard, la compagnie annoncera une commande de 15 A350-900 supplémentaires, portant à 65 le nombre total d’A350 commandés par Emirates. Le premier A350 est arrivé le 25 novembre 2024, pour des livraisons jusqu’en 2028.

## Partages de codes et alliances
Emirates réalise actuellement des vols à partage de code avec :
- Air India : quatre vols hebdomadaires entre Dubaï et Chennai, cinq vols hebdomadaires entre Dubaï et Cochin opérés par Emirates ;

- Air Malta : cinq vols hebdomadaires entre Malte et Larnaca opérés par Emirates ;

- Air Mauritius : dix-huit vols hebdomadaires programmés et trois vols hebdomadaires supplémentaires entre Dubaï et l’île Maurice opérés par Emirates exclusivement en A380.

- Japan Airlines : outre les vols Emirates sans escale vers Osaka et Nagoya, le partage de code est disponible sur certains vols opérés par des compagnies japonaises entre Osaka et Tokyo (Haneda), Fukuoka et Sapporo, et entre Nagoya et Sapporo et Fukuoka ;

- Korean Air : vols quotidiens sans escale entre Dubaï et Séoul, opérés par Emirates. Vols sans escale, trois fois par semaine, opérés par Korean Air ;
- Oman Air : partage de code entre Emirates et Oman Air, sur tous les services de l’autre compagnie entre Dubaï et Muscat ;
- Philippine Airlines : dix vols hebdomadaires entre Dubaï et Manille opérés par Emirates ;
- Royal Air Maroc : services quotidiens entre Dubaï et Casablanca opérés par Emirates ;
- South African Airways : trois vols quotidiens entre Dubaï et Johannesburg opérés par Emirates. Services quotidiens entre Dubaï et Le Cap opérés par Emirates ;
- Portugal : tous les vols entre Lisbonne et Barcelone, Faro, Funchal, Madrid, Porto et Séville de la compagnie portugaise.[pertinence contestée] Ceux entre Dubaï et Lisbonne, Bangkok, Singapour (via Colombo sans arrêt possible[C'est-à-dire ?]), Hong Kong et Kuala Lumpur d’Emirates ;
- Thai Airways : outre les vols Emirates directs à destination de Bangkok, le partage de code Emirates et Thai Airways sur chacun de leurs sept vols hebdomadaires entre Dubaï et Bangkok.

Le 5 septembre 2012, Emirates signe un accord stratégique d’une durée de dix ans avec la compagnie australienne Qantas. Cet accord, qui est entré en vigueur en avril 2013, stipule que tous les passagers de Qantas, à destination de l’Europe, transiteront par Dubaï, pour continuer leur voyage sur les appareils d’Emirates. Qantas ne conserve plus qu’une seule destination européenne en propre - Londres - qu’elle continue à desservir deux fois par jour en A380 au départ de Sydney et Melbourne via Singapour. Le transit se faisait anciennement à Dubaï. La desserte de Francfort a été fermée. Avec cet accord, Emirates rompt l’isolement dans lequel les compagnies européennes s’efforcent de la maintenir.

## Polémiques

### 2010 - 2011: accusations de Jean-Cyril Spinetta
Le 11 novembre 2010, Jean-Cyril Spinetta, alors directeur d’Air France-KLM, accuse la compagnie Emirates de bénéficier d’un soutien sans faille des Émirats arabes unis.
Le 24 novembre 2010, Tim Clark, le président d’Emirates, répond aux accusations de concurrence déloyale de Spinetta et affirme qu’« Emirates ne bénéficie d’aucune subvention ».
En mars 2011, Spinetta s’insurge à nouveau contre la « menace » des compagnies du Golfe devant la mission d’information sur la compétitivité de l’économie française de l’Assemblée nationale. Une analyse détaillée, faite par un professionnel reconnu du transport aérien, des comptes respectifs d’Emirates et d’Air France fait ressortir une série continue de ratios à l’avantage d’Emirates. L’expert constate des écarts importants de compétitivité entre les deux compagnies au niveau des frais de personnel et du rendement de chaque salarié. Ces ratios fournissent une explication de l’écart durable entre les deux transporteurs en faveur d’Emirates.

### 2017: suspension des vols par la Tunisie
En décembre 2017, Emirates empêche temporairement l’embarquement de ses vols pour les femmes tunisiennes, laissant toutefois embarquer les hommes. La compagnie invoque une question de sécurité. En Tunisie, l’histoire fait scandale sur les réseaux sociaux. Tunis décide alors de suspendre les vols d’Emirates.

### 2022: Emirates dessert le marché russe malgré les sanctions contre la Russie
Contrairement aux principales compagnies aériennes qui ont suspendu leur desserte de la Russie en raison des sanctions dues à la guerre en Ukraine, Emirates est l’une des rares compagnies aériennes qui continue à voler là-bas. Selon Tim Clark, le peuple russe a le droit de voyager malgré des sanctions économiques, et il défend la capacité du transporteur du golfe de maintenir des services réguliers malgré l’invasion de l’Ukraine. La compagnie aérienne vole actuellement deux fois par jour à Moscou et une fois à Saint-Pétersbourg, reliant les deux villes à son vaste réseau mondial via une escale dans l’émirat du Golfe,.

## Publicité et parrainage
En 2015, Jennifer Aniston conclut un contrat de 5 millions de dollars avec la compagnie. Le 5 octobre 2015, une première publicité mettant en scène la comédienne est dévoilée.
Emirates devient à partir de l’été 2013 le sponsor principal du Real Madrid. D’autre part, dans le milieu du football, Emirates est également sponsor de grands clubs tels que l’AC Milan, Arsenal, le Benfica Lisbonne et Hambourg SV. En France , après la fin de son partenariat avec le Paris SG, Emirates devient le sponsor principal de l’OL à partir de la saison 2020-2021.
La compagnie sponsorise également les tournois de tennis ATP World Tour, notamment Roland Garros, ou encore de la Formule 1 entre 2013 et 2022 .

## Incidents et accidents
- Le 3 août 2016, le vol Emirates 521, un Boeing 777-300 immatriculé A6-EMW en provenance de l’aéroport international de Trivandrum s’écrase et prend feu à l’atterrissage à l’aéroport international de Dubaï à 12 h 45 heure locale[40]. L’ensemble des 282 passagers et 18 membres d’équipage à bord survivent à l’accident et parviennent à s’échapper de l’appareil, certains avec des blessures[40]. Un pompier de l’aéroport meurt en combattant le feu[40]. L’appareil est entièrement détruit par les flammes[40].
- Le 10 août 2014, lors du vol EK237 en provenance de l’aéroport international de Dubaï, un moteur d’un Boeing 777-300 prend feu après son atterrissage sur le tarmac de l’aéroport international de Boston[41]. L’incident ne fera pas de mort, ni de blessé parmi l’ensemble des 349 passagers et 18 membres d’équipage à bord[41]. L’avion a pu repartir normalement à Dubaï pour le vol EK238 avec un retard de 12 h pour déterminer les causes de l’accident[41].